# Juncker
Juncker, pseudonimo di Christian Juncker (Holstebro, 10 luglio 1975), è un cantante danese.

## Biografia
Juncker ha avviato la sua carriera musicale nel 1995 entrando a far parte del gruppo Bloom. Nel 2002 ha fondato insieme a Jakob Groth Bastiansen un duo, anch'esso chiamato Juncker, con il quale nel 2004 ha pubblicato l'album di debutto Snork City, che ha raggiunto la 33ª posizione nella classifica danese. Due anni dopo è stata la volta del secondo disco, Det Sorthvide Hotel, che ha raggiunto il 29º posto.
Jakob Groth Bastiansen ha abbandonato il progetto poco dopo, e da allora Juncker ha mantenuto lo stesso nome per i suoi progetti come solista. Il primo, l'album Pt., è uscito nel 2007 ed è entrato in classifica al 30º posto.
Nel 2014 con il singolo Havana ha ottenuto il suo primo ingresso nella Track Top-40, dove ha raggiunto la 27ª posizione. Il successo del pezzo gli ha fruttato una candidatura agli annuali premi P3 per il miglior singolo secondo gli ascoltatori radiofonici.
Juncker è stato selezionato dall'emittente pubblica DR per partecipare al Dansk Melodi Grand Prix 2022, il programma di selezione del rappresentante della Danimarca all'Eurovision Song Contest, con l'inedito Kommet for at blive.

## Discografia

### Album in studio
- 2004 – Snork City
- 2006 – Det Sorthvide Hotel
- 2007 – Pt.
- 2012 – Noia Noia
- 2014 – Bivirkninger
- 2018 – Globus NV
- 2021 – Længere nede ad vejen

### Singoli
- 2004 – Mogens og karen
- 2004 – Snork City Blues
- 2004 – Sotto voce
- 2005 – Hvis din far gi'r dig lov
- 2006 – Flimmerbær
- 2006 – Bad Vibes
- 2007 – Tættere
- 2007 – Enigheds allé
- 2012 – Når månen samler støv
- 2014 – Havana
- 2016 – Hænders håb
- 2016 – Ringvejen
- 2016 – Han tager sit dankort frem
- 2017 – Det er måden
- 2017 – Intet hold er så rødt og hvidt som mit
- 2017 – Sidste nat på fabrikken
- 2018 – Det er lige meget
- 2018 – Donegall Road
- 2018 – Fra Brønshøj til Paris
- 2019 – Wallenberg
- 2019 – Udover Brønshøj
- 2020 – Læg dit hjerte i min hand
- 2020 – Vi bliver hjemme i år
- 2021 – Jeg kommer hjem
- 2022 – Kommet for at blive